# جائزة كندا الكبرى 1971
جائزة كندا الكبرى 1971 هو سباق فورمولا 1 أقيم بتاريخ 19 سبتمبر 1971 في أونتاريو، كندا. كان العاشر من أصل 11 في بطولة العالم لسباقات الفورمولا واحد موسم 1971. حلّ البريطاني جاكي ستيورات أولا.